# Референдум о статусе Пуэрто-Рико (2017)
11 июня 2017 года прошёл референдум о статусе Пуэрто-Рико, на котором большинство населения проголосовало за включение Пуэрто-Рико в состав США в качестве штата.
На референдум было вынесено три варианта:
1. Вступление[укр.] в США в качестве штата.
2. Получение независимости от США/свободной ассоциации[англ.] с США.
3. Сохранение текущего статуса Пуэрто-Рико.

Подавляющее большинство (97%) проголосовало за 1 вариант (Вступление в состав США).   Такой результат связан с бойкотом голосования со стороны Народно-демократической партии, что привело к низкой явке, на уровне 22,93 %.
Пуэрто-Рико стало неинкорпорированной территорией Соединенных Штатов после окончания испано-американской войны в 1898 году, и его жители получили гражданство США в 1917 году после принятия конгрессом США закона Джонса — Шафрота. Ранее по вопросу статуса Пуэрто-Рико были проведены четыре референдума. Предыдущий плебисцит состоялся в 2012 году.

## Предыстория
В 1898 году по окончании испано-американской войны Соединенные Штаты вынудили Испанию уступить Пуэрто-Рико в рамках Парижского договора. С тех пор остров является неинкорпорированной территорией Соединенных Штатов. Из-за этого территориального статуса остров не является ни штатом Америки, ни независимым государством. Несмотря на то, что в 1917 году в соответствии с законом Джонса — Шафрота  пуэрториканцам было предоставлено гражданство Соединенных Штатов, проживающие на острове американские граждане не могут голосовать ни за президента Соединенных Штатов, ни за представителей в Конгрессе с правом голоса, хотя федеральное правительство Соединенных Штатов имеет юрисдикцию над островом. Кроме того, Соединенные Штаты полностью определяют внешнюю политику Пуэрто-Рико.
Закон о проведении нового референдума о статусе Пуэрто-Рико был принят 26 января 2017 года Сенатом Пуэрто-Рико, который находился под контролем Новой прогрессивной партии Пуэрто-Рико (НПП), выступающей за присоединение Пуэрто-Рико к США в качестве полноправного штата. 31 января закон был принят с поправками Палатой представителей Пуэрто-Рико, которая также контролировалась НПП. Позднее поправки были одобрены Сенатом, и 3 февраля 2017 года законопроект был подписан губернатором Рикардо Росселло.
Первоначально в число ответов на вопрос референдума предполагалось включить только варианты вступления в США и независимости/свободной ассоциации. Однако администрация президента США Дональда Трампа в письме рекомендовала добавить ответ о сохранении текущего статуса содружества. Указанный ответ изначально не был включён в число вариантов из-за результатов плебисцита 2012 года, на котором большинство проголосовавших высказалось против сохранения текущего статуса. Однако администрация президента США указала на целесообразность добавления варианта о сохранении текущего статуса в связи с демографическими изменениями в стране за прошедшие 5 лет. Впоследствии власти Пуэрто-Рико приняли поправки, изменив формулировку вопроса после её критики со стороны министерства юстиции США и добавив ещё один вариант голосования за сохранение текущего статуса. После этого правительство Пуэрто-Рико начало подготовку к референдуму до того, как Министерство юстиции США дало оценку принятым изменениям, потеряв 2,5 миллиона долларов зарезервированных средств и потратив 8 миллионов долларов из собственных средств на выборы.

### Предыдущие референдумы
Предыдущие референдумы проводились в 1967, 1993, 1998 и 2012 годах.
На референдуме о статусе Пуэрто-Рико 2012 года избирателям задавали два вопроса: (1) согласны ли они с сохранением территориального статуса Пуэрто-Рико, (2) какой из трёх вариантов они предпочитают: вступление в США на правах штата, независимость или суверенное государство в свободной ассоциации с США.
53,97 % проголосовавших выбрали ответ «нет» на первый вопрос, выступив против сохранения текущего статуса Пуэрто-Рико, а 46,03 % поддержали текущий статус. Из тех, кто ответил на второй вопрос, 61,16 % выбрали вступление в США, 33,34 % — свободную ассоциацию и 5,49 % проголосовали за независимость. При этом некоторые избиратели, поддерживавшие текущий статус, не были согласны с его определением в бюллетене, поэтому проголосовали против. Кроме того, в трети отданных на референдуме бюллетеней (почти 500 000) не был выбран ответ на второй вопрос о возможных вариантах будущего статуса. Если предположить, что незаполненные бюллетени были выражением позиции против вступления в США, то этот вариант набрал бы меньше 50 %. В итоге, сославшись на невозможность установления истинного желания избирателей, Конгресс США принял решение проигнорировать голосование. В 2014 году Конгресс США зарезервировал 2,5 миллиона долларов на проведение в будущем нового референдума о вступлении Пуэрто-Рико в США.

## Формулировки вопроса и ответов на референдуме
На референдум 2017 года были вынесены три варианта ответа: вступление в США, независимость/свободная ассоциация и текущий территориальный статус. Если бы большинство жителей проголосовало за вариант «независимость/свободная ассоциация», то было бы проведено второе голосование между вариантами полной независимости как государства и статуса независимого государства в свободной и добровольной ассоциации с США.
В докладе рабочей группы при президенте США по статусу Пуэрто-Рико приведены следующие разъяснения о статусе свободной ассоциации:

Свободная ассоциация — это разновидность независимости. Договор о свободной ассоциации установит взаимное соглашение, в котором будет признаваться, что Соединенные Штаты и Пуэрто-Рико тесно связаны в некоторых формах, определённых в договоре. Договоры такого рода основаны на национальном суверенитете каждой страны, и каждая сторона может в одностороннем порядке выйти из ассоциации.
Оригинальный текст (англ.)Free Association is a type of independence. A compact of Free Association would establish a mutual agreement that would recognize that the United States and Puerto Rico are closely linked in specific ways as detailed in the compact. Compacts of this sort are based on the national sovereignty of each country, and either nation can unilaterally terminate the association.

Договор о свободной ассоциации мог бы охватывать такие темы, как роль вооруженных сил США в Пуэрто-Рико, использование американской валюты, свободная торговля между двумя странами и гражданство США для пуэрториканцев.
Губернатор Пуэрто-Рико Рикардо Росселло решительно поддерживал вступление в США, объясняя это возможностями для развития экономики и для решения «500-летней колониальной дилеммы».
По мнению сторонников вступления в США, преимущества этого шага включают получение дополнительных 10 миллиардов долларов в год из федеральных фондов, право голоса для пуэрториканцев на президентских и парламентских выборах в США, расширение программы социального страхования и программы Медикэр, а также право государственных органов и муниципалитетов объявлять о банкротстве, что в то время было запрещено.
Независимо от результата референдума для изменения статуса Пуэрто-Рико необходимо решение Конгресса Соединенных Штатов в соответствии с частью третьей четвёртой статьи Конституции Соединённых Штатов.

## Бойкот
Референдум бойкотировали три из четырёх политических партий, участвовавших в выборах 2016 года. Одна из причин заключалась в содержащемся в заголовке избирательного бюллетеня указании на колониальный статус Пуэрто-Рико. Народно-демократическая партия (НДП), которая являлась одной из крупнейших политических сил в стране и традиционно выступала против вступления в США, исторически отвергала такое понимание текущего статуса. Аналогичным образом в отношении варианта сохранения статус-кво в бюллетене утверждалось, что Пуэрто-Рико подчиняется полномочиям Конгресса Соединённых Штатов, с чем также не согласна НДП. Кроме того, в пояснении к варианту «независимость/свободная ассоциация» было отмечено, что Пуэрто Рико должно быть суверенным государством, для того чтобы заключить договор о свободной ассоциации с Соединёнными Штатами. Однако сторонники движения за свободную ассоциацию могли не поддерживать такую точку зрения. Если бы эти критики формулировок референдума участвовали в голосовании, то, по собственным заявлениям, это бы означало, что они неявно приняли утверждения, которые считали некорректными.

## Результаты голосования
| Выбор                                            | Голоса    | %       |
| ------------------------------------------------ | --------- | ------- |
| Вступление в США                                 | 508 862   | 97,13 % |
| Свободная ассоциация / Независимость             | 7 981     | 1,52 %  |
| Текущий статус                                   | 7 048     | 1,35 %  |
| Действительные голоса                            | 523 891   | 99,76 % |
| Недействительные или незаполненные бюллетени     | 1 247     | 0,24 %  |
| Всего голосов                                    | 525 138   | 100 %   |
| Количество избирателей и явка                    | 2 260 804 | 23,23 % |
| Источник: Государственная избирательная комиссия |           |         |

## Комментарии
1. ↑  В начале бюллетеня были приведены слова «Плебисцит о немедленной деколонизации Пуэрто-Рико».
2. ↑  Под вариантом выбора текущего статуса пояснялось, что «Своим голосом я выражаю своё желание, чтобы Пуэрто-Рико, как и сейчас, подчинялось полномочиям конгресса и территориальной поправке к конституции США, которая в статье 4, части 3 утверждает „Конгресс имеет право распоряжаться территорией или иной собственностью, принадлежащей Соединённым Штатам, и издавать относительно них все необходимые постановления и предписания. Ничто в этой конституции не должно истолковываться в таком смысле, который бы нарушал права Соединенных Штатов или какого-либо отдельного штата.“»

## Приложения
1. ↑  PDP to boycott status referendum – Caribbean Business. web.archive.org (29 сентября 2017). Дата обращения: 27 февраля 2024. Архивировано из оригинала 29 сентября 2017 года.
2. ↑  Frances Rosario (3 февраля 2017). Ricardo Rosselló oficializa el próximo plebiscito de status. El Nuevo Día (исп.). Архивировано 3 февраля 2017.
3. ↑  US to Puerto Rico: Add another option to status referendum (англ.). Associated Press (13 апреля 2017). Дата обращения: 28 февраля 2024. Архивировано 28 февраля 2024 года.
4. ↑  El Senado aprueba enmiendas a la ley del plebiscito (исп.). El Nuevo Día (18 апреля 2017). Дата обращения: 28 февраля 2024. Архивировано 28 февраля 2024 года.
5. ↑  Robles, Frances (11 июня 2017). 23% of Puerto Ricans Vote in Referendum, 97% of Them for Statehood. The New York Times (англ.). 0362-4331. Архивировано 13 августа 2017. Дата обращения: 28 февраля 2024.
6. ↑  Castillo, Mariano. Puerto Ricans favor statehood for first time | CNN Politics (англ.). CNN (7 ноября 2012). Дата обращения: 28 февраля 2024. Архивировано 6 октября 2014 года.
7. ↑  New governor wants Puerto Rico to be the 51st state in the United States | Miami Herald. web.archive.org (25 февраля 2017). Дата обращения: 28 февраля 2024. Архивировано 25 февраля 2017 года.
8. ↑  Editor, Nathan Crabbe Editorial Page. Part of our country but still not a state (англ.). Gainesville Sun. Дата обращения: 28 февраля 2024. Архивировано 28 февраля 2024 года.
9. 1 2  What's a Freely Associated State? (англ.). Puerto Rico report. Дата обращения: 28 февраля 2024. Архивировано 29 февраля 2024 года.
10. ↑  New governor wants Puerto Rico to be the 51st state in the United States | Miami Herald. web.archive.org (25 февраля 2017). Дата обращения: 29 февраля 2024. Архивировано 25 февраля 2017 года.
11. 1 2  Puerto Rico gov approves referendum in quest for statehood (англ.). AP News (3 февраля 2017). Дата обращения: 29 февраля 2024. Архивировано 29 февраля 2024 года.
12. ↑  pr51st. The Territorial Clause: Who Cares? (англ.). Puerto Rico 51st (1 февраля 2016). Дата обращения: 29 февраля 2024. Архивировано 29 февраля 2024 года.
13. ↑  Venator-Santiago, Charles R.; Arroyo-Martínez, Jossianna; Vargas-Ramos, Carlos. Puerto Rico votes on statehood: Polls and protests (англ.). The Conversation (12 июня 2017). Дата обращения: 29 февраля 2024. Архивировано 29 февраля 2024 года.
14. ↑  José M. Saldaña, Opinion Contributor. A plebiscite for the immediate decolonization of Puerto Rico (амер. англ.). The Hill (10 февраля 2017). Дата обращения: 29 февраля 2024. Архивировано 29 февраля 2024 года.
15. ↑  CEE Event. resultados2017.ceepur.org. Дата обращения: 30 июня 2018. Архивировано 10 сентября 2017 года.